# Neuhausen (Kempten)
Neuhausen ist ein Dorf der kreisfreien Stadt Kempten. Es liegt in der Gemarkung St. Lorenz und ist nach Heiligkreuz die zweitgrößte Ortschaft dieser bis 1972 selbständigen Gemeinde (Stand der Volkszählung vom 25. Mai 1987) und ist mit dieser Ortschaft bis auf eine Lücke von 130 Metern entlang der Augustinerstraße zusammengewachsen.

## Geschichte
1347 wurden Güter zu „Nuwenhusen“ erwähnt. Im Jahr 1451 muss es in Neuhausen („Nüwehusen“) zwei stiftkemptische Lehengüter gegeben haben. 1594 ist laut Richard Dertsch erstmals die heutige Form überliefert.
Nach der Häuserstatistik um 1800 hatten die damals 15 Anwesen von Neuhausen, darunter fünf Bauerngüter, zusammengenommen eine Fläche von 242,81 Tagewerk oder 82,73 Hektar.
Neuhausen war eine der Hauptmannschaften, aus denen 1818 die Gemeinde Sankt Lorenz gebildet wurde. Ein Teil der Ortschaften auf dem Gebiet der früheren Hauptmannschaft wurde bereits 1935 aus der Gemeinde Sankt Lorenz aus- und in die Stadt Kempten eingegliedert, während der Rest der Gemeinde mit Neuhausen erst 1972 in Kempten aufging.
1987 lebten im Gemeindeteil Neuhausen 249 Einwohner.
Müllers großes deutsches Ortsbuch (30. Ausgabe 2007) gibt nur noch 127 Einwohner an, allerdings ohne Zeitbezug.